# Zakaria Hamad
Zakaria Hamad (arabe : زكريا حمد), né le 12 août 1962 au Kef, est un homme politique tunisien. Il exerce la fonction de ministre de l'Industrie dans le gouvernement de Habib Essid.

## Biographie
Ingénieur agronome de formation, Zakaria Hamad étudie à Tunis puis en France, où il obtient un diplôme d’ingénieur, avant de rentrer à Tunis et d'obtenir un diplôme d'études approfondies en technologie à l’Institut de défense nationale.
Directeur général des industries alimentaires au sein du ministère de l'Industrie en 2010 puis chef de cabinet du ministre de l’Industrie et de la Technologie, Abdelaziz Rassâa, dans le gouvernement Caïd Essebsi en 2011, il est nommé directeur général du pôle technologique des industries alimentaires de Bizerte en 2012.
En 2015, il intègre le gouvernement de Habib Essid en tant que ministre de l'Industrie, de l'Énergie et des Mines. Le 12 janvier 2016, il laisse l'Énergie et les Mines à Mongi Marzouk.
Il est marié et père de trois enfants.